# Die Bundesbahn
Die Zeitschrift Die Bundesbahn wurde von der Deutschen Bundesbahn (DB) unter der Rubrik Zeitschrift für aktuelle Verkehrsfragen herausgegeben.

## Geschichte
Sie erschien in den Jahrgängen 1949 bis 1992 und war im Bereich der DB Nachfolger der Zeitschrift Die Reichsbahn (ZDB-ID 512289-2), die 1949 im 23. Jahrgang letztmals erschien.
Das erste Heft unter dem Titel Die Bundesbahn erschien am 20. September 1949, nachdem die Deutsche Reichsbahn in den westlichen Besatzungszonen am 7. September den Namen Deutsche Bundesbahn angenommen hatte.
Von Mitte 1992 bis Ende 1993 erschien sie kurzzeitig unter dem Titel Die Deutsche Bahn (ZDB-ID 1111314-5), bevor sie eingestellt wurde.
Sie erschien zuletzt im Darmstädter Hestra-Verlag. In den 1940er und 1950er Jahren wurde sie im Carl-Röhrig-Verlag herausgegeben.

## Inhalte
Die Zeitschrift war gedacht als „das Sprachrohr der Unternehmensführung der DB“. Sie sollte die Öffentlichkeit über Planungen und Entwicklungen im nationalen und internationalen Eisenbahnwesen informieren und mit „Problemen und Aufgaben der Deutschen Bundesbahn vertraut“ machen.